# Irene Cara
Irene Cara Escalera (ur. 18 marca 1959 w Nowym Jorku, zm. 25 listopada 2022 w Largo) – amerykańska wokalistka, kompozytorka, aktorka oraz pianistka muzyki pop pochodzenia kubańsko-portorykańskiego. Zyskała rozgłos dzięki sukcesom singli  „Fame” (pierwsze miejsce na UK Singles Chart i czwarte miejsce na Billboard Hot 100) oraz „Flashdance... What a Feeling” (drugie miejsce na UK Singles Chart i pierwsze miejsce na Billboard Hot 100).

## Życiorys
W wieku trzech lat była jedną z pięciu finalistek konkursu Mała Miss Ameryki (Little Miss America).
Cara przyciągnęła uwagę swojej rodziny, kiedy zaraz po swoich piątych urodzinach zaczęła grać ze słuchu na pianinie. Wkrótce – za namową i przyzwoleniem rodziców – poświęciła dużo czasu dla rozwoju talentów muzyczno-scenicznych oraz tanecznych.
Jej kariera rozpoczęła się od występów w hiszpańskojęzycznej telewizji. Uwagę widzów i zainteresowanie mediów przyciągnęła swoim profesjonalnym śpiewem i tańcem. Prawdziwą promocją jej talentu było pojawienie się w cieszących się dużą popularnością programach telewizyjnych: „Original Amateur Hour” oraz „The Tonight Show” Johnny Carsona. Była regularnym gościem w edukacyjnym programie PBS „The Electric Company”, obok takich gwiazd jak Bill Cosby, Rita Moreno oraz Morgan Freeman. Jako dziecko nagrała płytę w języku hiszpańskim przeznaczoną na rynek latynoski. Niedługo po tym nagrała album z piosenkami na Boże Narodzenie. Wystąpiła również w koncercie poświęconym pamięci Duke Ellingtona, w którym wystąpiły gwiazdy jak: Stevie Wonder, Sammy Davis Jr. i Roberta Flack.
W 1980 Irene Cara znalazła się w obsadzie ekranizacji amerykańskiego musicalu „Fame”. Rola w filmie przyniosła jej międzynarodową sławę. Cara miała początkowo jedynie tańczyć, ale kiedy producent usłyszał jej głos, postanowiono zmienić rolę przewidzianą w scenariuszu. Początkująca aktorka wystąpiła jako Coco Hernandez, śpiewając tytułową piosenkę „Fame” oraz drugi hit z filmu – „Out Here on My Own”. Oba utwory w znaczącym stopniu pomogły soundtrackowi z filmu wspiąć się na szczyty list sprzedaży. Po raz pierwszy w historii zdarzyło się, iż dwie piosenki z tego samego filmu były nominowane do Nagrody Akademii Filmowej w kategorii Najlepsza Oryginalna Piosenka Filmowa. Cara była jedną z nielicznych piosenkarek, które miały możliwość zaprezentować więcej niż jeden utwór na ceremonii rozdania Oscarów (uwaga: Robert Goulet, który w 1963 zaprezentował wszystkie nominowane do Oscara piosenki w tym roku, był jednym z nielicznych piosenkarzy, którzy dokonali tej sztuki w przeszłości). „Fame”, napisana przez Michaela Gore i Deana Pitchforda zdobyła Oscara w 1980.
Film „Fame” przyniósł aktorce nominację do Złotego Globu w kategorii Najlepsza aktorka w filmie komediowym lub musicalu w 1980 oraz nominację do Nagrody Grammy w kategorii Best New Artist w 1981.
Amerykański magazyn muzyczny Billboard przyznał jej tytuł „Najlepszej Nowej Artystki Solowej” („Top New Single Artist”), podczas gdy Cashbox Magazine  uhonorował ją tytułami „Najbardziej Obiecująca Wokalistka” (ang. „Most Promising Female Vocalist”) oraz „Najlepsza Wokalistka” („Top Female Vocalist”).

## Życie prywatne
13 kwietnia 1986 wzięła ślub z Conradem E. Palmisanem, którego poznała dwa lata wcześniej na planie Szału. Małżeństwo zakończyło się rozwodem w 1991.
Zmarła 25 listopada 2022 w wieku 63 lat. Bezpośrednią przyczyną śmierci była choroba miażdżycowa i nadciśnienie tętnicze serca.

## Dyskografia

### Albumy studyjne
| Year | Album          |
| ---- | -------------- |
| 1982 | Anyone Can See |
| 1983 | What a Feelin' |
| 1987 | Carasmatic     |

### Ścieżki dźwiękowe
| Year | Album                              |
| ---- | ---------------------------------- |
| 1980 | Fame Soundtrack                    |
| 1983 | Flashdance Soundtrack              |
| 1984 | D.C. Cab Soundtrack                |
| 1985 | City Heat Soundtrack               |
| 1989 | All Dogs Go to Heaven Soundtrack   |
| 1991 | China Cry Soundtrack               |
| 2007 | Downtown: A Street Tale Soundtrack |

### Single
| 1980                                                 | "Fame"                              | 4  | 1  | —  | 1  | — | Fame (soundtrack)                    |
| 1980                                                 | "Out Here on My Own"                | 19 | —  | 20 | 58 | — | Fame (soundtrack)                    |
| 1981                                                 | "Anyone Can See"                    | 42 | —  | —  | —  | — | Anyone Can See                       |
| 1983                                                 | "Flashdance... What a Feeling"      | 1  | 1  | 4  | 2  | 1 | What a Feelin'                       |
| 1983                                                 | "Why Me"                            | 13 | 7  | —  | 86 | 5 | What a Feelin'                       |
| 1983                                                 | "The Dream (Hold on to Your Dream)" | 37 | 26 | —  | —  | — | What a Feelin'                       |
| 1984                                                 | "Breakdance"                        | 8  | 13 | —  | 88 | — | What a Feelin'                       |
| 1984                                                 | "You Were Made for Me"              | 78 | —  | 10 | —  | — | What a Feelin'                       |
| 1987                                                 | "Girlfriends"                       | —  | —  | —  | —  | — | Carasmatic                           |
| 1988                                                 | "I Can Fly"                         | —  | —  | —  | —  | — | Piosenka poza albumem                |
| 1995                                                 | "Rhythm of My Life"                 | —  | —  | —  | —  | — | Precarious 90's                      |
| 1996                                                 | "You Need Me"                       | —  | —  | —  | —  | — | Precarious 90's                      |
| 1997                                                 | "All My Heart"                      | —  | —  | —  | —  | — | Precarious 90's                      |
| 2001                                                 | "What a Feeling" (z DJ BoBo)        | —  | —  | —  | —  | — | Piosenka poza albumem                |
| 2006                                                 | "Forever My Love"                   | —  | —  | —  | —  | — | Gay Happening Vol. 12                |
| 2007                                                 | "Downtown"                          | —  | —  | —  | —  | — | Downtown: A Street Tale (soundtrack) |
| "—" oznacza, że singel nie znalazł się w zestawieniu |                                     |    |    |    |    |   |                                      |

## Filmografia

### Filmy fabularne
- 1990: Caged in Paradiso
- 1986: Cena honoru (Busted Up)
- 1985: Szał (Certain Fury)
- 1984: Gorący towar (City Heat)
- 1983: Taksiarze z Waszyngtonu (D.C. Cab) – jako Irene Cara
- 1983: For Us the Living: The Medgar Evers Story
- 1982: Sister, Sister
- 1980: Sława (Fame)
- 1980: Guyana Tragedy: The Story of Jim Jones
- 1976: Błysk (Sparkle)
- 1976: Apple Pie
- 1975: Aaron Loves Angela

### Seriale
- 1992: Hearts Are Wild (gościnnie)
- 1990–1991: Gabriel’s Fire jako Celine Bird (gościnnie)
- 1979: Korzenie: Następne pokolenia (Roots: The Next Generations)
- 1976–1979: What’s Happening!! (gościnnie)
- 1973–1978: Kojak (gościnnie)
- 1951–1980: Love of Life jako Daisy Allen (1970-1971)